# Kožlany (železniční zastávka)
Kožlany jsou železniční zastávka v západní části města Kožlany v okrese Plzeň-sever v Plzeňském kraji, nedaleko Týřovského potoka. Leží na neelektrizované jednokolejné trati Rakovník–Mladotice.

## Historie
Zastávku otevřela 9. července 1899 společnost Místní dráha Rakovník-Mladotice z Rakovníku do Mladotic. Tudy od 21. ledna 1873 vedla trať společnosti Plzeňsko-březenská dráha (EPPK) v úseku z Plzní do Plas, celistvé dopravní spojení přes Žabokliky do stanice Březno u Chomutova bylo zprovozněno 8. srpna 1873. Budova kralovického nádraží vznikla dle typizovaného stavebního vzoru. 
Po zestátnění soukromých společností v Rakousku-Uhersku po roce 1908 pak obsluhovala stanici jedna společnost, Císařsko-královské státní dráhy (kkStB), po roce 1918 pak správu přebraly Československé státní dráhy.

## Popis
Na zastávce se nachází jedno hranové nástupiště. 